# 奥利佐内市镇
奥利佐内市镇（俄语：Муниципальное образование «Ользоны»）是俄罗斯联邦伊尔库茨克州巴彦代区所属的一个市镇。其下辖有个居民点，行政中心为奥利佐内。据2016年统计，该市镇的人口为919人。